# Titoli professionali marittimi italiani
I titoli professionali marittimi italiani sono stabiliti dal D.M. del 30 novembre 2007 che ha sostituito i precedenti D.M. del 5 ottobre 2000 e del 22 dicembre 2000.
In base al D.M. del 30 novembre 2007, i titoli professionali marittimi sono i seguenti per la sezione coperta e per la sezione macchine.
Per la sezione coperta i titoli sono:
- Comandante
- Primo ufficiale
- Ufficiale di coperta
- Allievo ufficiale di coperta

Per la sezione macchine i titoli sono:
- Direttore di macchina
- Primo ufficiale di macchina
- Ufficiale di macchina
- Allievo ufficiale di macchina